# FC Slušovice
FC Slušovice je český fotbalový klub ze Slušovic, který byl založen roku 1929. Od sezony 2019/20 hraje Přebor Zlínského kraje. Od března 2015 byl hrajícím předsedou klubu bývalý prvoligový fotbalista Roman Dobeš. Současným předsedou oddílu je Michal Klimt, který je zároveň vedoucím A-mužstva. U A-mužstva působili bývalí prvoligoví hráči Jaroslav Švach (trenér) a Roman Dobeš (hrající asistent trenéra).
Největším úspěchem je sedmileté účinkování ve 2. nejvyšší soutěži v sezonách 1986/87 – 1991/92 a 1995/96, zejména pak dvě bronzové příčky v ročnících 1986/87 a 1989/90. Výraznou osobností 80. a začátku 90. let 20. století byl trenér Antonín Juran.
Ve svém posledním druholigovém ročníku 1995/96 skončil klub na 7. místě, ale z finančních důvodů se do dalšího ročníku nepřihlásil a spojil se s FK HK Přerov (1996 – 1998), který tak na dva ročníky získal druholigovou příslušnost. Po osamostatnění od Přerova po skončení ročníku 1997/98 slušovičtí koupili divizní licenci na ročník 1998/99 od TJ Sokol Trnava.

## Historické názvy
Zdroj: 
- 1929 – SK Slušovice (Sportovní klub Slušovice)
- 1948 – JTO Sokol Slušovice (Jednotná tělovýchovná organisace Sokol Slušovice)
- 196? – TJ JZD Slušovice (Tělovýchovná jednota Jednotné zemědělské družstvo Slušovice)
- 1986 – TJ JZD AK Slušovice (Tělovýchovná jednota Jednotné zemědělské družstvo Agrokombinát Slušovice)
- 1991 – TJ DAK MOVA Bratislava (Telovýchovná jednota Družstevný agrokombinát MOVA Bratislava) – z důvodu neudělení licence byl klub zaregistrován v Bratislavě, hrál však nadále ve Slušovicích[6][7]
- 1993 – FC Alfa Slušovice (Football Club Alfa Slušovice)
- 1996 – sloučení s FK PS Přerov
- 1998 – FC Slušovice (Football Club Slušovice) – osamostatnění

## Umístění v jednotlivých sezonách
Legenda: Z – zápasy, V – výhry, R – remízy, P – porážky, VG – vstřelené góly, OG – obdržené góly, +/− – rozdíl skóre, B – body, červené podbarvení – sestup, zelené podbarvení – postup, světle fialové podbarvení – reorganizace, přesun do jiné soutěže či skupiny
| Československo (1959 – 1993)                     |                                         |        |    |    |       |    |    |    |     |    |        |
| Sezóny                                           | Liga                                    | Úroveň | Z  | V  | R     | P  | VG | OG | +/− | B  | Pozice |
| 1959/60                                          | Okresní přebor Gottwaldovska            | 7      | 22 | 10 | 0     | 12 | 49 | 60 | −11 | 20 | 8.     |
| 1960/61                                          | Okresní soutěž Gottwaldovska – sk. A    | 6      | 20 | 14 | 2     | 4  | 59 | 36 | +23 | 30 | 1.     |
| 1961/62                                          | Okresní přebor Gottwaldovska            | 5      | 22 | 4  | 2     | 16 | 43 | 78 | −35 | 10 | 12.    |
| 1962/63                                          | Okresní soutěž Gottwaldovska – sk. A    | 6      | 22 | 9  | 7     | 6  | 53 | 33 | +20 | 25 | 5.     |
| 1963/64                                          | Okresní soutěž Gottwaldovska – sk. A    | 7      | 20 | 9  | 4     | 7  | 41 | 29 | +12 | 22 | 6.     |
| 1964/65                                          | Okresní soutěž Gottwaldovska – sk. A    | 7      | 22 | 15 | 5     | 2  | 70 | 29 | +41 | 35 | 2.     |
| 1965/66                                          | Okresní soutěž Gottwaldovska – sk. A    | 8      | 22 | 9  | 6     | 7  | 62 | 47 | +15 | 24 | 3.     |
| 1966/67                                          | Okresní soutěž Gottwaldovska – sk. A    | 8      | 22 | 9  | 8     | 5  | 60 | 42 | +18 | 26 | 4.     |
| 1967/68                                          | Okresní soutěž Gottwaldovska – sk. A    | 8      | 22 | 17 | 3     | 2  | 80 | 28 | +52 | 37 | 1.     |
| 1968/69                                          | Okresní přebor Gottwaldovska            | 7      | 26 | 7  | 5     | 14 | 51 | 70 | −19 | 19 | 12.    |
| 1969/70                                          | Okresní přebor Gottwaldovska            | 8      | 26 | 10 | 9     | 7  | 39 | 42 | −3  | 29 | 3.     |
| 1970/71                                          | Okresní přebor Gottwaldovska            | 8      | 26 | 12 | 4     | 10 | 35 | 39 | −4  | 28 | 4.     |
| 1971/72                                          | Okresní přebor Gottwaldovska            | 8      | 25 | 12 | 3     | 10 | 51 | 40 | +11 | 27 | 7.     |
| 1972/73                                          | Okresní přebor Gottwaldovska            | 8      | 26 | 12 | 5     | 9  | 50 | 35 | +15 | 29 | 7.     |
| 1973/74                                          | Okresní přebor Gottwaldovska            | 8      | 26 | 12 | 1     | 13 | 44 | 46 | −2  | 25 | 8.     |
| 1974/75                                          | Okresní přebor Gottwaldovska            | 8      | 26 | 17 | 4     | 5  | 64 | 32 | +32 | 38 | 1.     |
| 1975/76                                          | I. B třída Jihomoravského kraje – sk. F | 7      | 26 | 10 | 6     | 10 | 36 | 39 | −3  | 26 | 6.     |
| 1976/77                                          | I. B třída Jihomoravského kraje – sk. F | 7      | 26 | 12 | 6     | 8  | 39 | 29 | +10 | 30 | 4.     |
| 1977/78                                          | I. B třída Jihomoravského kraje – sk. F | 6      | 26 | 10 | 7     | 9  | 45 | 37 | +8  | 27 | 4.     |
| 1978/79                                          | I. B třída Jihomoravského kraje – sk. F | 6      | 26 | 16 | 4     | 6  | 66 | 29 | +37 | 36 | 1.     |
| 1979/80                                          | I. A třída Jihomoravského kraje – sk. B | 5      | 30 | 20 | 6     | 4  | 69 | 29 | +40 | 46 | 1.     |
| 1980/81                                          | Jihomoravský krajský přebor             | 4      | 30 | 18 | 6     | 6  | 63 | 27 | +36 | 42 | 1.     |
| 1981/82                                          | Divize D                                | 4      | 26 | 9  | 8     | 9  | 41 | 43 | −2  | 26 | 6.     |
| 1982/83                                          | Divize D                                | 4      | 26 | 12 | 3     | 11 | 39 | 29 | +10 | 27 | 7.     |
| 1983/84                                          | Divize D                                | 4      | 26 | 16 | 9     | 1  | 59 | 17 | +42 | 41 | 1.     |
| 1984/85                                          | II. ČNFL – sk. B                        | 3      | 30 | 17 | 6     | 7  | 49 | 31 | +18 | 40 | 3.     |
| 1985/86                                          | II. ČNFL – sk. B                        | 3      | 30 | 19 | 9     | 2  | 69 | 31 | +38 | 47 | 1.     |
| 1986/87                                          | I. ČNFL                                 | 2      | 30 | 14 | 8     | 8  | 57 | 47 | +10 | 36 | 3.     |
| 1987/88                                          | I. ČNFL                                 | 2      | 28 | 9  | 7     | 12 | 28 | 25 | +3  | 25 | 9.     |
| 1988/89                                          | I. ČNFL                                 | 2      | 30 | 11 | 11    | 8  | 39 | 30 | +9  | 33 | 6.     |
| 1989/90                                          | I. ČNFL                                 | 2      | 30 | 16 | 7     | 7  | 57 | 35 | +22 | 39 | 3.     |
| 1990/91                                          | I. ČNFL                                 | 2      | 30 | 12 | 8     | 10 | 45 | 32 | +13 | 32 | 6.     |
| 1991/92                                          | ČMFL                                    | 2      | 30 | 11 | 7     | 12 | 40 | 33 | +7  | 29 | 7.     |
| 1992/93                                          | Středomoravský župní přebor             | 5      | 26 | 19 | 5     | 2  | 90 | 15 | +75 | 39 | 2.     |
| Česko (1993 – )                                  |                                         |        |    |    |       |    |    |    |     |    |        |
| Sezóna                                           | Liga                                    | Úroveň | Z  | V  | R     | P  | VG | OG | +/− | B  | Pozice |
| 1993/94                                          | Divize D                                | 4      | 30 | 23 | 6     | 1  | 81 | 13 | +68 | 52 | 1.     |
| 1994/95                                          | Moravskoslezská fotbalová liga          | 3      | 30 | 22 | 5     | 3  | 67 | 26 | +41 | 71 | 1.     |
| 1995/96                                          | II. liga                                | 2      | 30 | 11 | 9     | 10 | 44 | 38 | +6  | 42 | 7.     |
| V letech 1996 – 1998 byl klub spojen s Přerovem. |                                         |        |    |    |       |    |    |    |     |    |        |
| 1998/99                                          | Divize D                                | 4      | 30 | 11 | 6     | 13 | 35 | 34 | +1  | 39 | 8.     |
| 1999/00                                          | Divize D                                | 4      | 30 | 9  | 9     | 12 | 39 | 47 | −8  | 36 | 13.    |
| 2000/01                                          | Divize D                                | 4      | 30 | 9  | 11    | 10 | 37 | 42 | −5  | 38 | 9.     |
| 2001/02                                          | Divize D                                | 4      | 30 | 11 | 6     | 13 | 37 | 42 | −5  | 39 | 8.     |
| 2002/03                                          | Divize D                                | 4      | 30 | 4  | 3     | 23 | 26 | 70 | −44 | 15 | 16.    |
| 2003/04                                          | Přebor Zlínského kraje                  | 5      | 30 | 14 | 5     | 11 | 51 | 51 | 0   | 47 | 6.     |
| 2004/05                                          | Přebor Zlínského kraje                  | 5      | 30 | 7  | 6     | 17 | 33 | 57 | −24 | 27 | 15.    |
| 2005/06                                          | I. A třída Zlínského kraje – sk. A      | 6      | 26 | 16 | 7     | 3  | 60 | 32 | +28 | 55 | 3.     |
| 2006/07                                          | Přebor Zlínského kraje                  | 5      | 28 | 9  | 9     | 10 | 49 | 40 | +9  | 36 | 12.    |
| 2007/08                                          | Přebor Zlínského kraje                  | 5      | 28 | 14 | 5     | 11 | 50 | 45 | +5  | 47 | 7.     |
| 2008/09                                          | Přebor Zlínského kraje                  | 5      | 30 | 10 | 6     | 14 | 40 | 54 | −14 | 36 | 11.    |
| 2009/10                                          | Přebor Zlínského kraje                  | 5      | 30 | 14 | 3     | 13 | 45 | 45 | 0   | 45 | 7.     |
| 2010/11                                          | Přebor Zlínského kraje                  | 5      | 30 | 10 | 10    | 10 | 45 | 48 | −3  | 40 | 11.    |
| 2011/12                                          | Přebor Zlínského kraje                  | 5      | 30 | 13 | 5     | 12 | 42 | 38 | +4  | 44 | 8.     |
| 2012/13                                          | Přebor Zlínského kraje                  | 5      | 26 | 7  | 1     | 18 | 27 | 62 | −35 | 22 | 14.    |
| 2013/14                                          | I. A třída Zlínského kraje – sk. B      | 6      | 26 | 10 | 5     | 11 | 48 | 41 | +7  | 35 | 7.     |
| 2014/15                                          | I. A třída Zlínského kraje – sk. A      | 6      | 26 | 14 | 2 / 3 | 7  | 55 | 27 | +28 | 49 | 2.     |
| 2015/16                                          | Přebor Zlínského kraje                  | 5      | 26 | 5  | 1 / 5 | 15 | 30 | 63 | −33 | 22 | 14.    |
| 2016/17                                          | I. A třída Zlínského kraje – sk. A      | 6      | 26 | 14 | 2 / 2 | 8  | 67 | 39 | +28 | 48 | 3.     |
| 2017/18                                          | I. A třída Zlínského kraje – sk. A      | 6      | 24 | 9  | 2 / 2 | 11 | 43 | 40 | +3  | 33 | 8.     |
| 2018/19                                          | I. A třída Zlínského kraje – sk. A      | 6      | 26 | 20 | 4 / 1 | 1  | 71 | 17 | +54 | 69 | 1.     |
| 2019/20                                          | Přebor Zlínského kraje                  | 5      | 13 | 2  | 2 / 2 | 7  | 13 | 26 | −13 | 12 | 11.    |
| 2020/21                                          | Přebor Zlínského kraje                  | 5      | 9  | 4  | 1 / 2 | 2  | 17 | 10 | +7  | 16 | 4.     |
| 2021/22                                          | Přebor Zlínského kraje                  | 5      | 26 | 14 | 6     | 6  | 49 | 36 | +13 | 48 | 2.     |
| 2022/23                                          | Přebor Zlínského kraje                  | 5      | 26 | 16 | 3     | 7  | 59 | 32 | +27 | 51 | 3.     |
| 2023/24                                          | Přebor Zlínského kraje                  | 5      | 26 | 12 | 6     | 8  | 58 | 36 | +22 | 42 | 4.     |
| 2024/25                                          | Přebor Zlínského kraje                  | 5      | 26 | 12 | 2     | 12 | 57 | 44 | +13 | 38 | 7.     |

Poznámky:
- 1971/72: Chybí výsledek jednoho utkání.[20]
- 1980/81: Po sezóně byla provedena reorganizace nižších soutěží, Divize D je od sezóny 1981/82 jednou ze skupin 4. nejvyšší soutěže, Jihomoravský krajský přebor pak jednou ze skupin 5. nejvyšší soutěže.
- 1991/92: Po sezoně klub prodal druholigovou licenci a přihlásil se do Středomoravského župního přeboru.
- 1992/93: Postoupilo taktéž vítězné mužstvo TJ Zbrojovka Vsetín.[31] Slušovicím byly odečteny 4 body.[31]
- 1995/96: Klub se po sezoně sloučil s Přerovem.
- 1998/99: Klub se před sezonou osamostatnil a koupil divizní licenci od TJ Sokol Trnava.
- 2005/06: Postoupilo taktéž vítězné mužstvo FC Valašské Příkazy, mužstvo FC Lhota u Vsetína (2. místo) se postupu zřeklo ve prospěch Slušovic.[32]
- Od sezony 2014/15 až do sezony 2020/21 se soutěže Zlínského KFS hrály tímto způsobem: Pokud zápas skončil nerozhodně, kopal se penaltový rozstřel. Jeho vítěz bral 2 body, poražený pak jeden bod. Za výhru po 90 minutách byly 3 body, za prohru po 90 minutách nebyl žádný bod.[32]
- 2014/15: Postoupilo taktéž vítězné mužstvo TJ Štítná nad Vláří.[33]
- 2019/20 a 2020/21: Tyto sezony byly předčasně ukončeny z důvodu pandemie covidu-19 v Česku.

## FC Slušovice „B“
FC Slušovice „B“ je rezervním týmem Slušovic, který se pohybuje převážně v okresních soutěžích. Po sezoně 2002/03 byl zrušen, v sezoně 2015/16 obnovil činnost a zahájil v nejnižší soutěži okresu Zlín, z níž ihned postoupil.

### Umístění v jednotlivých sezonách
Legenda: Z – zápasy, V – výhry, R – remízy, P – porážky, VG – vstřelené góly, OG – obdržené góly, +/− – rozdíl skóre, B – body, červené podbarvení – sestup, zelené podbarvení – postup, fialové podbarvení – reorganizace, změna skupiny či soutěže
| Československo (1976 – 1992)                                    |                                                            |                                                            |                                                            |                                                            |                                                            |                                                            |                                                            |                                                            |                                                            |                                                            |                                                            |
| Sezóny                                                          | Liga                                                       | Úroveň                                                     | Z                                                          | V                                                          | R                                                          | P                                                          | VG                                                         | OG                                                         | +/−                                                        | B                                                          | Pozice                                                     |
| 1976/77                                                         | Základní třída Gottwaldovska – sk. B                       | 10                                                         | 22                                                         | 9                                                          | 5                                                          | 8                                                          | 31                                                         | 34                                                         | −3                                                         | 23                                                         | 5.                                                         |
| V letech 1977–1979 nebylo B-mužstvo přihlášeno v žádné soutěži. |                                                            |                                                            |                                                            |                                                            |                                                            |                                                            |                                                            |                                                            |                                                            |                                                            |                                                            |
| 1979/80                                                         | Základní třída Gottwaldovska – sk. B                       | 9                                                          | 24                                                         | 19                                                         | 3                                                          | 1                                                          | 98                                                         | 14                                                         | +84                                                        | 41                                                         | 1.                                                         |
| 1980/81                                                         | Okresní soutěž Gottwaldovska – sk. B                       | 8                                                          | 25                                                         | 17                                                         | 3                                                          | 5                                                          | 58                                                         | 32                                                         | +26                                                        | 37                                                         | 1.                                                         |
| 1981/82                                                         | Okresní přebor Gottwaldovska                               | 8                                                          | 26                                                         | 9                                                          | 6                                                          | 11                                                         | 34                                                         | 42                                                         | −8                                                         | 24                                                         | 9.                                                         |
| 1982/83                                                         | Okresní přebor Gottwaldovska                               | 8                                                          | 26                                                         | 13                                                         | 4                                                          | 9                                                          | 50                                                         | 36                                                         | +14                                                        | 30                                                         | 5.                                                         |
| 1983/84                                                         | Okresní přebor Gottwaldovska – sk. B                       | 7                                                          | 22                                                         | 10                                                         | 3                                                          | 9                                                          | 46                                                         | 45                                                         | +1                                                         | 23                                                         | 3.                                                         |
| 1984/85                                                         | Okresní přebor Gottwaldovska – sk. B                       | 7                                                          | 22                                                         | 18                                                         | 2                                                          | 2                                                          | 77                                                         | 20                                                         | +57                                                        | 38                                                         | 1.                                                         |
| 1985/86                                                         | Jihomoravská krajská soutěž I. třídy – sk. F               | 6                                                          | 26                                                         | 15                                                         | 4                                                          | 7                                                          | 70                                                         | 36                                                         | +34                                                        | 34                                                         | 3.                                                         |
| 1986/87                                                         | I. A třída Jihomoravského kraje – sk. B                    | 6                                                          | 26                                                         | 13                                                         | 4                                                          | 9                                                          | 56                                                         | 37                                                         | +19                                                        | 30                                                         | 2.                                                         |
| 1987/88                                                         | I. A třída Jihomoravského kraje – sk. B                    | 6                                                          | 26                                                         | 12                                                         | 5                                                          | 9                                                          | 46                                                         | 34                                                         | +12                                                        | 29                                                         | 3.                                                         |
| 1988/89                                                         | I. A třída Jihomoravského kraje – sk. B                    | 6                                                          | 26                                                         | 8                                                          | 9                                                          | 9                                                          | 40                                                         | 43                                                         | −3                                                         | 25                                                         | 9.                                                         |
| 1989/90                                                         | I. A třída Jihomoravského kraje – sk. B                    | 6                                                          | 26                                                         | ...                                                        | ...                                                        | ...                                                        | ...                                                        | ...                                                        | ...                                                        |                                                            |                                                            |
| 1990/91                                                         | I. A třída Jihomoravského kraje – sk. B                    | 6                                                          | 26                                                         | ...                                                        | ...                                                        | ...                                                        | ...                                                        | ...                                                        | ...                                                        |                                                            |                                                            |
| 1991/92                                                         | Středomoravský župní přebor                                | 5                                                          | 26                                                         | 6                                                          | 4                                                          | 16                                                         | 24                                                         | 69                                                         | −45                                                        | 16                                                         | 12.                                                        |
| 1992/93                                                         | V této sezoně nebylo B-mužstvo přihlášeno v žádné soutěži. | V této sezoně nebylo B-mužstvo přihlášeno v žádné soutěži. | V této sezoně nebylo B-mužstvo přihlášeno v žádné soutěži. | V této sezoně nebylo B-mužstvo přihlášeno v žádné soutěži. | V této sezoně nebylo B-mužstvo přihlášeno v žádné soutěži. | V této sezoně nebylo B-mužstvo přihlášeno v žádné soutěži. | V této sezoně nebylo B-mužstvo přihlášeno v žádné soutěži. | V této sezoně nebylo B-mužstvo přihlášeno v žádné soutěži. | V této sezoně nebylo B-mužstvo přihlášeno v žádné soutěži. | V této sezoně nebylo B-mužstvo přihlášeno v žádné soutěži. | V této sezoně nebylo B-mužstvo přihlášeno v žádné soutěži. |
| Česko (1993 – )                                                 |                                                            |                                                            |                                                            |                                                            |                                                            |                                                            |                                                            |                                                            |                                                            |                                                            |                                                            |
| Sezóny                                                          | Liga                                                       | Úroveň                                                     | Z                                                          | V                                                          | R                                                          | P                                                          | VG                                                         | OG                                                         | +/−                                                        | B                                                          | Pozice                                                     |
| ...                                                             |                                                            |                                                            |                                                            |                                                            |                                                            |                                                            |                                                            |                                                            |                                                            |                                                            |                                                            |
| 2002/03                                                         | Okresní přebor Zlínska                                     | 8                                                          | 26                                                         | 6                                                          | 6                                                          | 14                                                         | 28                                                         | 51                                                         | -23                                                        | 24                                                         | 13.                                                        |
| V letech 2003–2015 nebylo B-mužstvo přihlášeno v žádné soutěži. |                                                            |                                                            |                                                            |                                                            |                                                            |                                                            |                                                            |                                                            |                                                            |                                                            |                                                            |
| 2015/16                                                         | Základní třída Zlínska – sk. B                             | 10                                                         | 16                                                         | 14                                                         | 2 / 0                                                      | 0                                                          | 62                                                         | 8                                                          | +54                                                        | 46                                                         | 1.                                                         |
| 2016/17                                                         | Okresní soutěž Zlínska – sk. A                             | 9                                                          | 26                                                         | 10                                                         | 2 / 4                                                      | 10                                                         | 41                                                         | 43                                                         | -2                                                         | 38                                                         | 7.                                                         |
| 2017/18                                                         | Okresní soutěž Zlínska – sk. A                             | 9                                                          | 26                                                         | 20                                                         | 3 / 2                                                      | 1                                                          | 90                                                         | 15                                                         | +75                                                        | 68                                                         | 1.                                                         |
| 2018/19                                                         | Okresní přebor Zlínska                                     | 8                                                          | 26                                                         | 10                                                         | 0 / 4                                                      | 12                                                         | 44                                                         | 37                                                         | +7                                                         | 34                                                         | 9.                                                         |
| 2019/20                                                         | Okresní přebor Zlínska                                     | 8                                                          | 13                                                         | 6                                                          | 0 / 3                                                      | 4                                                          | 24                                                         | 15                                                         | +9                                                         | 21                                                         | 7.                                                         |
| 2020/21                                                         | Okresní přebor Zlínska                                     | 8                                                          | 8                                                          | 2                                                          | 1 / 1                                                      | 4                                                          | 20                                                         | 18                                                         | +2                                                         | 9                                                          | 10.                                                        |
| 2021/22                                                         | Okresní přebor Zlínska                                     | 8                                                          | 26                                                         | 21                                                         | 4                                                          | 1                                                          | 85                                                         | 18                                                         | +67                                                        | 67                                                         | 1.                                                         |
| 2022/23                                                         | I. B třída Zlínského kraje – sk. B                         | 7                                                          | 26                                                         | 11                                                         | 3                                                          | 12                                                         | 48                                                         | 52                                                         | -4                                                         | 36                                                         | 7.                                                         |
| 2023/24                                                         | I. B třída Zlínského kraje – sk. B                         | 7                                                          | 26                                                         | 9                                                          | 5                                                          | 12                                                         | 51                                                         | 52                                                         | -1                                                         | 32                                                         | 9.                                                         |
| 2024/25                                                         | I. B třída Zlínského kraje – sk. A                         | 7                                                          | 26                                                         | 11                                                         | 2                                                          | 13                                                         | 55                                                         | 65                                                         | -10                                                        | 35                                                         | 7.                                                         |

Poznámky:
- 1980/81: Chybí výsledek utkání s Petrůvkou (3. místo), které však už nemohlo změnit postavení obou mužstev v tabulce.[37]
- 1984/85: V baráži o postup do Jihomoravské krajské soutěže I. třídy se B-mužstvo Slušovic střetlo s Tatranem Fryšták (vítěz skupiny A) a po výsledcích 7:2 (výhra ve Slušovicích) a 1:2 (prohra ve Fryštáku) postoupilo poprvé ve své historii do krajské soutěže.[41][53][54]
- 1987/88: Archiv sezon FK Baník Dubňany uvádí skóre 46:35,[45] kdežto v novinách Naše pravda je 46:34.[47]
- 1991/92: Místo B-mužstva ve Středomoravském župním přeboru převzalo slušovické A-mužstvo.[31]
- Od sezony 2014/15 až do sezony 2020/21 se soutěže Zlínského OFS hrály tímto způsobem: Pokud zápas skončil nerozhodně, kopal se penaltový rozstřel. Jeho vítěz bral 2 body, poražený pak jeden bod. Za výhru po 90 minutách byly 3 body, za prohru po 90 minutách nebyl žádný bod.[51][52]
- 2019/20 a 2020/21: Tyto sezony byly předčasně ukončeny z důvodu pandemie covidu-19 v Česku.